# Sequens (muziek)
Een sequens (Latijn sequentia, reeks) is in de muziekleer een onmiddellijk op andere toonhoogten herhaalde melodie of harmonie, met behoud van de onderlinge lengteverhoudingen, onafhankelijk van het tempo (in verband met mogelijke diminutie of augmentatie). Sequenzen zijn vooral in barokmuziek te vinden, maar zijn wijdverbreid in westerse muziek. In een sequens moet het motief of de harmonie ten minste twee keer achter elkaar voorkomen. 

## Soorten

### Richting
Een sequens kan zowel dalend als stijgend zijn.

### Toonaard
Een sequens kan
- diatonisch zijn, waarbij de toonaard gevolgd wordt, zoals:
Voorbeeld van een diatonische sequens
('modèle' = het origineel, 'imitation' = imitatie)

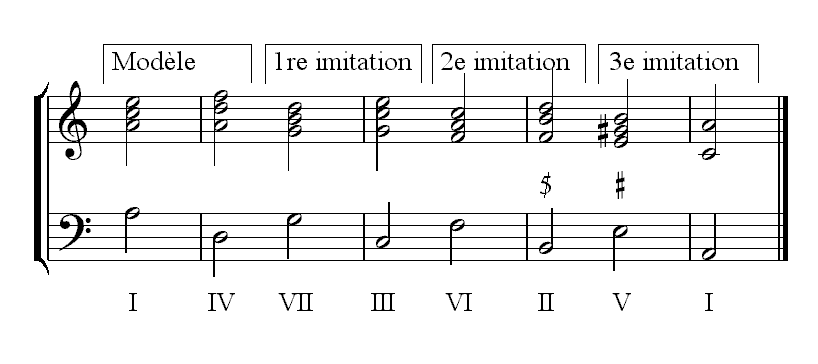
Voorbeeld van een diatonische sequens
('modèle' = het origineel, 'imitation' = imitatie)

- chromatisch (niet-diatonisch) als toonhoogten buiten de toonaard gebruikt worden, vooral bij transpositie. Een chromatische sequens heeft de neiging te moduleren naar een andere toonaard. Voorbeeld:

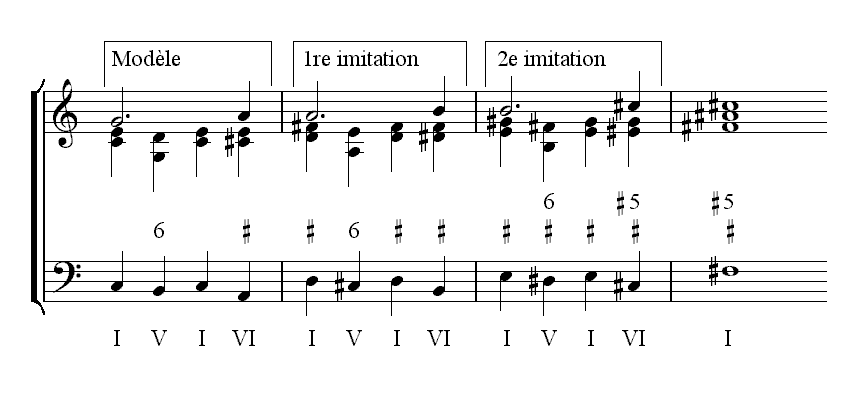
Voorbeeld van een niet-diatonische, harmonisch modulerende sequens
(stijgend, dus eigenlijk 'progressie')
('modèle' = het origineel, 'imitation' = imitatie)

Voorbeeld van een niet-diatonische, harmonisch modulerende sequens
(stijgend, dus eigenlijk 'progressie')
('modèle' = het origineel, 'imitation' = imitatie)

## Meer voorbeelden

### Dalend diatonisch
Een bekend voorbeeld van een drievoudige dalende diatonische sequens is het refrein van het Engelse kerstlied (Christmas carol) Angels We Have Heard on High (zie figuur).  Het motief van een maat wordt steeds een secunde lager herhaald en de harmonie volgt de kwintencirkel:
Het tussenspel in een fuga van Bach bevat een diatonisch dalende sequens in alle drie de stemmen met een motief van een maat lang. In de dalende kwintensprongen van de basstem is een harmonische sequens te herkennen met eenheden van een halve maat. 

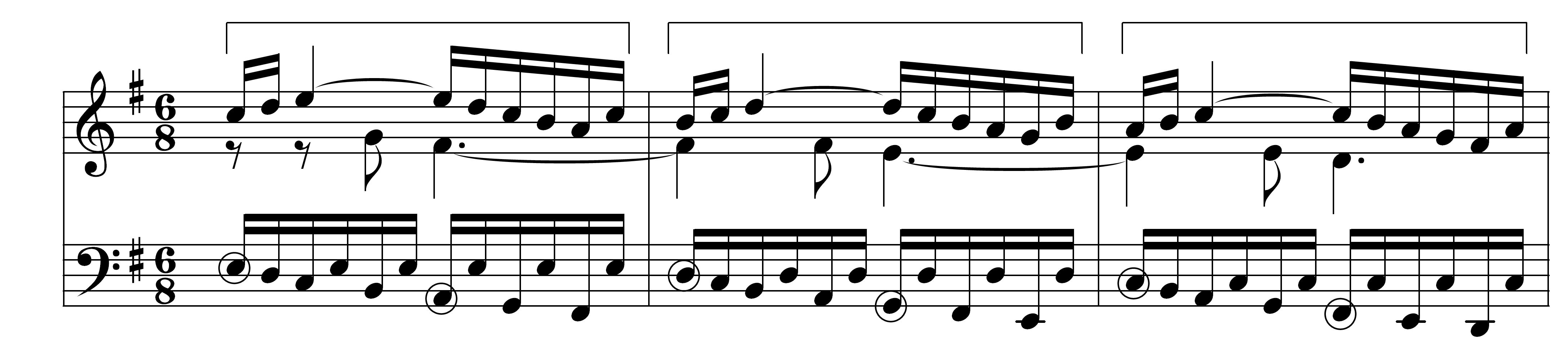
Johann Sebastian Bach, Fuge G-Dur BWV 860, maat 17-19.

### Stijgend chromatisch
Een drievoudige stijgende chromatische (niet-diatonische) sequens komt voor in het duet van Abubeker en Fatima in de derde akte van César Cui's opera De Gevangene in de Kaukasus (1857/58, rev. 1881/82). Een soortgelijke passage zit in het bekende lied "Do-Re-Mi" uit de The Sound of Music van Rodgers en Hammerstein dat bijna een eeuw later werd gecomponeerd: